# Velké Tresné
Velké Tresné (en allemand : Groß Tresna) est une commune du district de Žďár nad Sázavou, dans la région de Vysočina, en République tchèque. Sa population s'élevait à 107 habitants en 2020.

## Géographie
Velké Tresné se trouve à 10,5 km au nord-est de Bystřice nad Pernštejnem, à 32 km à l'est de Žďár nad Sázavou, à 60,5 km au nord-est de Jihlava à 152 km au sud-est de Prague.
La commune est limitée par Trpín au nord-est, par Olešnice au sud-est et par Rovečné au sud, à l'ouest et au nord.

## Histoire
La première mention écrite de la localité date de 1351.

## Transports
Par la route, Velké Tresné se trouve à 15 km de Bystřice nad Pernštejnem, à 41 km de Žďár nad Sázavou, à 77 km de Jihlava et à 191 km de Prague.